# Передні Карики
Передні Ка́рики (рос. Передние Карыка, чув. Малти Карăк) — присілок у складі Красноармійського району Чувашії, Росія. Входить до складу Красноармійського сільського поселення.
Населення — 90 осіб (2010; 84 у 2002).
Національний склад:
- чуваші — 95 %